# Гарнига Терме
Гарнига Терме (итал. Garniga Terme) је насеље у Италији у округу Тренто, региону Трентино-Јужни Тирол.
Према процени из 2011. у насељу је живело 381 становника. Насеље се налази на надморској висини од 952 м.

## Становништво
| 1931. | 1936. | 1951. | 1961. | 1971. | 1981. | 1991. | 2001. | 2011. |
| ----- | ----- | ----- | ----- | ----- | ----- | ----- | ----- | ----- |
| 483   | 451   | 452   | 436   | 438   | 377   | 403   | 384   | 381   |